# Iloilo
Koordinaten: 11° 0′ N, 122° 42′ O
Iloilo ist eine Provinz der Philippinen und die größte Provinz auf der Insel Panay. Iloilo hat eine Fläche von 5.079,17 km² und 1.936.423 Einwohner (Stand 1. August 2015). Die Hauptstadt der Provinz ist Iloilo City (56 km² mit 447.992 Einwohnern). Die Provinz wird oft das „Herz der Philippinen“ genannt. Entwässert wird die Provinz größtenteils vom Fluss Jalaur, er entspringt in den Central-Panay-Bergen.

## Geschichte

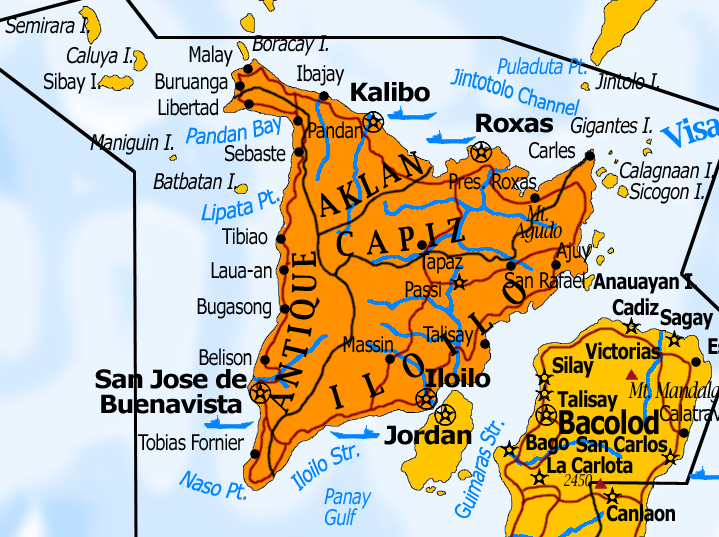
Karte der Insel Panay

Die Provinz soll die Wiege der malaiischen Zivilisation auf dem philippinischen Archipel sein. Die Ankunft der ersten malaiischen Siedler von Borneo soll hier um etwa 1212 stattgefunden haben. Historische Funde am Ufer des Siwaragan-Flusses im heutigen San Joaquin-Tal deuten darauf hin. Der ursprüngliche Name von Iloilo Irong-Irong stammt aus der nasenförmigen Landfläche der Provinz.
Um 1566 gründete der spanische Eroberer Miguel Lopez de Legaspi die erste spanische Siedlung in der Provinz im heutigen Vorort von Oton. Mit dem wirtschaftlichen Aufschwung der Hafenanlage der Provinz-Hauptstadt Iloilo City erlebte die Provinz im 19. Jahrhundert eine rasante Entwicklung, mit der Eröffnung des ersten Golfplatzes in Südostasien in 1855 in Sta. Barbara, dem internationalen Hafen und der ersten Eisenbahnlinie außerhalb von Luzon. Landwirtschaftliche Erzeugnisse und einheimische Textilien wurde von hier aus in alle Welt exportiert und somit auch die Einwanderung von europäischen und chinesischen Händlern in die Provinz gefördert. 1933 folgte die Gründung der Iloilo-Negros Air Express Co., die als Asiens erste private Fluggesellschaft gilt.
Am 25. Dezember 1899, ungefähr ein Jahr nach der Philippinischen Revolution in Luzon, wurde Iloilo und somit ganz Panay, Romblon und Guimaras offiziell von Spanien unabhängig. Seit dem 10. März 1917 ist Iloilo eine unabhängige Provinz.

## Wirtschaft
Die Wirtschaft von Iloilo wird hauptsächlich von der Landwirtschaft geprägt. Die Provinz ist ein traditioneller Produzent von Reis, Weizen, Seemuscheln, Zucker, jusi Textilien und Mangos. Knapp 8 % aller landwirtschaftlichen Erzeugnisse in den Philippinen werden hier produziert. Kontinuierlich hat der Tourismus in der Provinz zugenommen, was auch den Dienstleistungssektor vorangetrieben hat. Die Handelsflotte von Iloilo City hat eine lange Handelstradition und Geschichte, denn Iloilo gehörte einst zu den wohlhabendsten Provinzen des Landes.
Zu den vorhandenen Bodenschätzen gehören Porzellanerde, Salz, Sand und Edelsteine.

## Sprache
Hiligaynon ist die am häufigsten gesprochene Sprache. Kinaray-a, Tagalog und Englisch werden auch weitgehend verstanden.

## Sehenswürdigkeiten
In der Region Iloilo sind diese Orte einen Besuch wert:

### Strände & Natur
- Agho-Strand, Concepcion
- Alimosan-Wasserfälle, Leon
- Anhawan Beach in Oton
- Balbagon-Strand, Carles
- Bogtong-Bato-Strand, San Joaquin
- Bolobadiangan, Concepcion
- Tago Island, Concepcion
- Bucari-Wald in Leon
- Bulabog-Putian-Nationalpark, Dingle
- Calagnaan Island in Carles
- Casa-Fiammetta-Zuckerfarm, Barotac Nuevo
- Chameleon Butterfly Garden, eine bekannte Schmetterlingsfarm in Passi City
- Denila Vineyard, Traubenzucht in Sta. Barbara
- Garin-Farm in Guimbal
- Hibotcan Marine Sanctuary, Banate
- Igbaras-Wasserfälle
- Igbiating-Wasserfälle, Barasaion, Janiuay
- Igcaras-Wald von Alimodian
- Imoy-Wasserfälle, Leon
- Inas-Wasserfälle in Lambunao
- Gigantes-Inseln, Carles
- Lapus-Lapus-Höhle, Dingle
- Lambunao-Wald
- Maasin Watershed
- Mabuena Beach, Ajuy
- Nagpona-Wasserfälle in Barotac Viejo
- Mahogany-Wald, Maasin
- Pan de Azucar, eine Insel bei Concepcion, der Zuckerhut von Panay
- Sicogon-Insel, Carles
- Sua Island Resort, Sta. Barbara
- Tipongs-Fischerei in Leganes
- WVSU Conservation & Wildlife Park, Jayubo, Lambunao

### Architektur & Denkmäler
- Arroyo-Brunnen, Iloilo City
- Camposanto von San Joaquin
- Gonzaga-Jalandoni Mansion in Jaro, Iloilo City
- Guimbal-Kirche (1765)
- Iloilo Golf Course and Country Club in Sta. Barbara ist Asiens älteste Golfplatzanlage
- Jaro-Kathedrale, Jaro Plaza, Iloilo City (1846)
- Jaro-Glockenturm, Jaro Plaza, Iloilo City (1846)
- Javellana-Lopez Mansion in Jaro, Iloilo City
- Katholischer Friedhof von Janiuay
- Katholischer Friedhof von Pototan
- Kota-Wachenturm in Guimbal
- La-Paz-Kirche, La Paz Plaza, Iloilo City
- Lopez Boat Mansion in Jaro, Iloilo City
- Lopez Pink Mansion in Jaro, Iloilo City
- Montinola Mansion in Jaro, Iloilo City
- North-Gigantes-Leuchtturm in Carles
- Nelly Gardens in Jaro, Iloilo City
- Miag-ao-Kirche (1786), gehört seit 1993 zum UNESCO-Weltkulturerbe
- Molo-Kirche, Molo Plaza, Iloilo City
- Museo Iloilo, Iloilo City
- Saint John the Baptist (Kirche), Dingle (1886)
- San Antonio de Padua (Kirche), Barotac Nuevo (1888)
- San Joaquin (Kirche) (1869)
- San Nicholas de Tolentino, Kirche in Lambunao (1890)
- San Nicholas de Tolentino (Kirche, Cabatuan), Kirche in Cabatuan (1773)
- Sta. Barbara (Kirche) (1887)
- Sta. Barbara (Kloster) (1887)
- Sta. Monica Kirche, Pavia (1862)
- Santo Tomas de Villanova (Kirche), Alimodian (1754)
- Southeast Asian Institute for Aquatic Resources in Tigbauan
- Yamato International School in Lambunao

## Verwaltungsgliederung
Die Provinz von Iloilo ist politisch in 42 eigenständig verwaltete Gemeinden und zwei Städte untergliedert.
Die gesamte Provinz wird in sechs Kongressbezirke aufgeteilt.

### Städte
- Passi City
- Iloilo City

### Gemeinden
| - Ajuy - Alimodian - Anilao - Badiangan - Balasan - Banate - Barotac Nuevo - Barotac Viejo - Batad - Bingawan - Cabatuan - Calinog - Carles - Concepcion | - Dingle - Dueñas - Dumangas - Estancia - Guimbal - Igbaras - Janiuay - Lambunao - Leganes - Lemery - Leon - Maasin - Miagao - Mina | - New Lucena - Oton - Pavia - Pototan - San Dionisio - San Enrique - San Joaquin - San Miguel - San Rafael - Santa Barbara - Sara - Tigbauan - Tubungan - Zarraga |

## Persönlichkeiten
- Paulino Alcántara, philippinisch-spanische Fußballlegende
- Maria Luisa Lopez-Vito, philippinisch-deutsche Pianistin
- Pancho Villa, philippinischer Boxer

## Bildungseinrichtungen
- West Visayas State University.
- Central Philippine University

## Klimatabelle
|                       | Jan  | Feb  | Mär  | Apr  | Mai  | Jun  | Jul  | Aug  | Sep  | Okt  | Nov  | Dez  |   |      |
| Mittl. Tagesmax. (°C) | 29,7 | 30,2 | 31,7 | 33,1 | 33,1 | 31,6 | 30,7 | 30,4 | 30,8 | 31,1 | 30,9 | 30,2 | ⌀ | 31,1 |
| Mittl. Tagesmin. (°C) | 22,7 | 22,7 | 23,5 | 24,6 | 25,1 | 24,7 | 24,4 | 24,5 | 24,4 | 24,2 | 24,0 | 23,4 | ⌀ | 24   |
|                       |      |      |      |      |      |      |      |      |      |      |      |      |   |      |
| Niederschlag (mm)     | 40   | 19   | 27   | 48   | 118  | 255  | 313  | 364  | 267  | 264  | 175  | 64   | Σ | 1954 |
|                       |      |      |      |      |      |      |      |      |      |      |      |      |   |      |
| Regentage (d)         | 5    | 3    | 3    | 3    | 8    | 15   | 15   | 16   | 15   | 14   | 11   | 9    | Σ | 117  |
|                       |      |      |      |      |      |      |      |      |      |      |      |      |   |      |
| Luftfeuchtigkeit (%)  | 82   | 80   | 75   | 73   | 77   | 82   | 85   | 85   | 85   | 84   | 84   | 83   | ⌀ | 81,3 |

| 22,7 |

| 22,7 |

| 23,5 |

| 24,6 |

| 25,1 |

| 24,7 |

| 24,4 |

| 24,5 |

| 24,4 |

| 24,2 |

| 24,0 |

| 23,4 |

| 22,7 |

| 22,7 |

| 23,5 |

| 24,6 |

| 25,1 |

| 24,7 |

| 24,4 |

| 24,5 |

| 24,4 |

| 24,2 |

| 24,0 |

| 23,4 |